# 路易斯安那 (堪薩斯州)
路易斯安那（英語：Louisiana）是位於美國堪薩斯州道格拉斯縣的一個鬼鎮。

## 歷史
路易斯安那的郵政局於1856年設立，直到1857年結束營運。